# Casino Arias Montano
El casino Arias Montano es un edificio de carácter histórico y cultural situado en el municipio español de Aracena, en la provincia de Huelva, comunidad autónoma de Andalucía. Fue construido a comienzos del siglo XX, recibiendo su nombre en honor al escritor y hebraísta Benito Arias Montano.

## Características
El proyecto fue obra del arquitecto Aníbal González, quien había recibido el encargo de Francisco Javier Sánchez-Dalp. La construcción se inició en 1909, inaugurándose un año más tarde. El edificio, que dispone de dos plantas y sótano, se erige sobre un espacio que se encuentra abierto de cara a la plaza principal de Aracena. Del interior destacan el salón principal y el de juegos. Estos recintos cuentan con grandes ventanales y en su decoración se emplearon elementos clásicos. 